# Újezd pod Přimdou
Újezd pod Přimdou (do roku 1949 jen Újezd, německy Ujest) je malá vesnice, část města Přimda v okrese Tachov v Plzeňském kraji. Nachází se asi 2,5 kilometru severovýchodně od Přimdy. Újezd pod Přimdou je také název katastrálního území o rozloze 3,94 km².

## Historie
První písemná zmínka o vesnici pochází z roku 1454.

## Obyvatelstvo
| Rok            | 1869 | 1880 | 1890 | 1900 | 1910 | 1921 | 1930 | 1950 | 1961 | 1970 | 1980 | 1991 | 2001 | 2011 | 2021 |
| -------------- | ---- | ---- | ---- | ---- | ---- | ---- | ---- | ---- | ---- | ---- | ---- | ---- | ---- | ---- | ---- |
| Počet obyvatel | 312  | 295  | 297  | 300  | 326  | 323  | 308  | 158  | 160  | 140  | 95   | 72   | 83   | 102  | 115  |
| Počet domů     | 44   | 49   | 52   | 53   | 61   | 61   | 68   | 46   | 55   | 34   | 34   | 35   | 36   | 40   | 42   |

## Obecní správa
Při sčítání lidu v letech 1850–1979 Újezd pod Přimdou byl samostatnou obcí v okrese Tachov. Od 1. ledna 1980 je částí města Přimda v okrese Tachov. V letech 1961–1979 k obci patřil Mlýnec.